# Tell Goran
Tell Goran, auch Tel Goran (arabisch تل كوران Tall Kaurān), aramäisch-syrisch Jilu (جيلو) ist ein aktuell verlassenes, ehemals von christlichen Chabur-Assyrern bewohntes Dorf in Syrien im Gouvernement al-Hasaka am Fluss Chabur. Der Ort war zu Beginn des Bürgerkriegs in Syrien von etwa 160 Menschen bewohnt. Das Dorf verfügt über eine im Jahr 2009 eingeweihte St.-Maria-Kirche und eine Schule. 
Während des Krieges versuchte das Dorf durch Neutralität von Kämpfen verschont zu bleiben. Im Januar 2015 begannen kurdische Kämpfer aus benachbarten Dörfern mit dem Beschuss von Stellungen des Islamischen Staats. Daraufhin verließen etwa 40 der noch verbliebenen 60 Einwohner das Dorf. Am Morgen des 23. Februars besetzte der Islamische Staat das Dorf und nahm die Einwohner gefangen. Später wurden sie freigelassen unter der Bedingung, nicht in ihr Dorf zurückzukehren. Seitdem ist der Ort unbewohnt. 
2016 lebten 50 ehemalige Bewohner in Deutschland, 50 in den USA, 25 im Libanon und 20 im Norden Syriens.